# Сорокино (Старицький район)
Сорокино (рос. Сорокино) — присілок в Старицькому районі Тверської області Російської Федерації.
Населення становить 113 осіб. Входить до складу муніципального утворення Архангельське сільське поселення.

## Історія
Від 2005 року входить до складу муніципального утворення Архангельське сільське поселення. Раніше населений пункт належав до Юр'євського сільського округу.

## Населення
| 2008 | 2010 |
| ---- | ---- |
| 109  | ↗113 |